# 李德 (1900年)

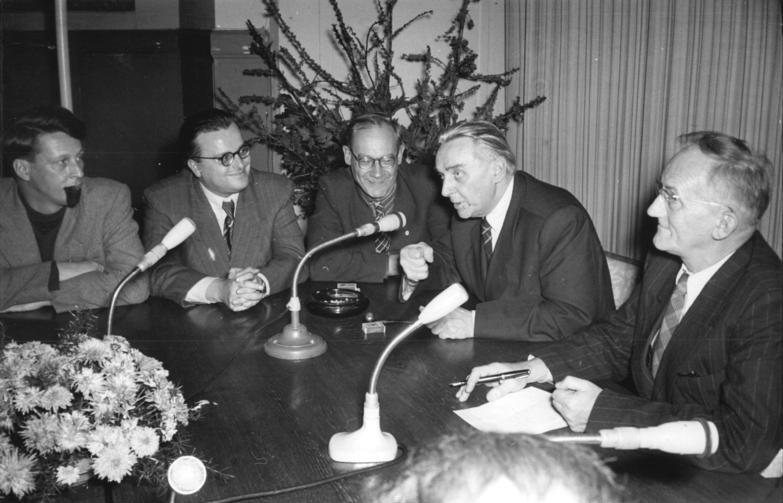
1954年的李德（居中者）

李德（1900年9月28日—1974年8月15日），原名奥托·布劳恩 （德語：Otto Braun），又名华夫，曾用名李特罗夫。德国共产主义者，生於德意志帝國慕尼黑伊斯馬寧，成長於孤兒院，曾受過師範教育，後因第一次世界大戰而被徵召入伍。他曾担任中國共產黨及中革軍委军事顾问。

## 生平

### 早年
奥托·布劳恩出生於德国慕尼黑附近，於孤兒院長大。1918年第一次世界大戰時被徵召入伍加入巴伐利亚陆军，但未參加戰爭。之後在帕辛受師範教育，未成為教師但加入德國共產黨。1921年在柏林被捕，旋獲釋，從事地下工作。1926年再被捕，入獄兩年後由共產黨人劫獄，1928年逃出至莫斯科，進入伏龍芝軍事學院。

### 中国活动
1932年春，刚毕业的奥托·布劳恩分配到苏联红军总部第四局。此时牛兰夫妇被捕，理查德·佐尔格要求第三国际派两人分别带上两万美元到上海疏通关系，奥托即为其中一人，1932年11月抵上海。但他在任务完成后並未回国，而是留在了佐尔格身边。1932年12月初，共产国际远东局书记埃韦特给共产国际执委会东方书记处书记皮亚特尼茨基报告：“可能稍后要把他（李德）派到苏区去。”1932年12月31日皮亚特尼茨基批复：“瓦格纳应去苏区。”此时他遇上了莫斯科中山大學毕业的博古和上海远东局负责人尤尔特。1933年春，博古转移到中央苏区前，要求奥托·布劳恩一同前往。任职苏军而不是共产国际的布劳恩，此时要求尤尔特请共产国际执行委员会发出指示以完成身份转换。共产国际为此指示，奥托·布劳恩作为没有指示权力的顾问，受支配于中国共产党中央委员会。根据共产国际的指示，李德必须完全服从执行共产国际驻上海的总军事代表曼弗雷德·施特恩的决定。
1933年9月25日李德到达中央苏区。在苏区的军事会议上，起初他一再说明他的职务只是一个顾问，没有下达指示的权力，但博古一再强调他是共产国际派遣过来的军事顾问。奥托·布劳恩此时改名为李德，并指挥第五次反围剿。这个时期前线来的电报，都要经过李德批阅才送交军委副主席周恩来，周恩来根据来电的重要程度，一般问题自己处理，重大问题提交军委或政治局讨论。1934年5月，李德成为中国共产党最高领导层三人团的成员之一（另两位是博古和周恩来）。
李德的指挥，一定程度上导致了第五次反围剿中中央红军的失利。1935年1月遵义会议中李德被剥夺领导权。后又在毛泽东和张国焘的斗争中站在毛泽东一方。李德到达陕北后，从事军事教育和研究工作。1939年返回苏联。
在中央苏区时，他与组织介绍的蕭月華结婚，后离婚，后来又结识了第二位妻子李丽莲，李德在1939年返回苏联时，李丽莲要求随行，但因没有签证、护照而未被批准。

### 回到欧洲
1941年至1945年在蘇聯担任政治教官。1953年斯大林死後獲准回东德，在德国统一社会党中央的马列主义研究院和社会科学研究所工作，负责编书、译书。他曾将苏联“解冻文学”的代表作《一个人的遭遇》等文学名著译为德文，并有翻译列宁著作，也发表了不少文章。
1974年，李德在保加利亞港口城市瓦爾納度假時離世，享年73歲。

## 评价
中国共产党认为李德在担任中央红军顾问期间，给中国革命带来了惨重损失，而他的错误主要是坚持堡垒对堡垒的正规战，拚消耗，在战略上战术上都输给了国民党军队的德国顾问团。李德的专断作风也引起了红军很多高级将领的不满。

## 作品及翻译作
- 《关于出版德文列宁著作问题》
- 《列宁与军事科学》
- 《列宁著作〈战争与革命〉的序言和注释》
- 《军事专家弗里德里希·恩格斯》
- 《社会主义百科全书》
- 《自由与社会主义》
- 《毛泽东以谁的名义讲话》，1964年5月27日，《新德意志报》（东德党的中央机关报）。
- 《从上海到延安》，1969年，《地平线》。
- 《中国纪事》，1973年，此书译成俄文等多种文字。